# Widomla
Widomla (biał. Відамля, ros. Видомля) – wieś w rejonie kamienieckim obwodu brzeskiego, centrum administracyjne sielsowietu Widomla.
Siedziba parafii prawosławnej pw. Opieki Matki Bożej. Obecnie we wsi znajdują się cerkiew prawosławna pw. Opieki Matki Bożej, felczerski punkt pomocy medycznej i położniczej, a także centrum handlowe „Widamlianka”.

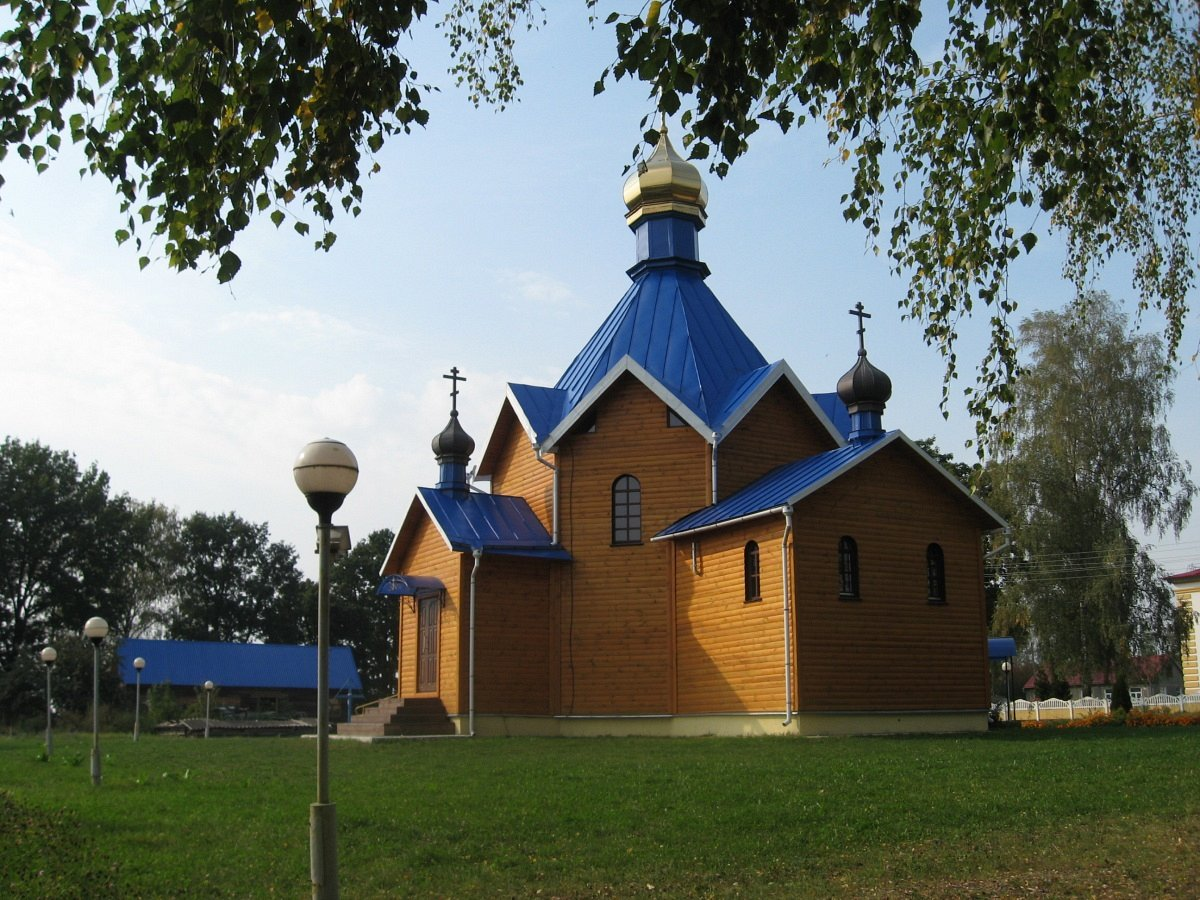
Cerkiew Opieki Matki Bożej

## Historia
Wieś magnacka położona była w końcu XVIII wieku w hrabstwie czarnawczyckim w powiecie brzeskolitewskim województwa brzeskolitewskiego.
W okresie zaborów w powiecie brzeskim (kolejno gubernie: słonimska, litewska, grodzieńska) w gminie Turna. W II Rzeczypospolitej w gminie Turna w województwie poleskim. Po agresji ZSRR na Polskę w 1939 r. w okolicach Widomli spotkały się 20 września oddziały 29 Brygady Czołgów kombriga Siemiona Kriwoszeina oraz XIX Korpusu generała Heinza Guderiana. Po 1939 r. Widomla weszła w struktury administracyjne Białoruskiej SRR. 